# Kepler-42
Kepler-42, precedentemente conosciuta con il nome di KOI-961, è una stella nella costellazione del Cigno, distante 126 anni luce dalla Terra. L'11 gennaio 2012 sono stati scoperti, nell'ambito della missione Kepler e usando il metodo del transito, 3 pianeti terrestri orbitanti intorno alla stella, una nana rossa con una massa del 13% di quella solare e un raggio del 17%, equivalente a 1,7 raggi gioviani.

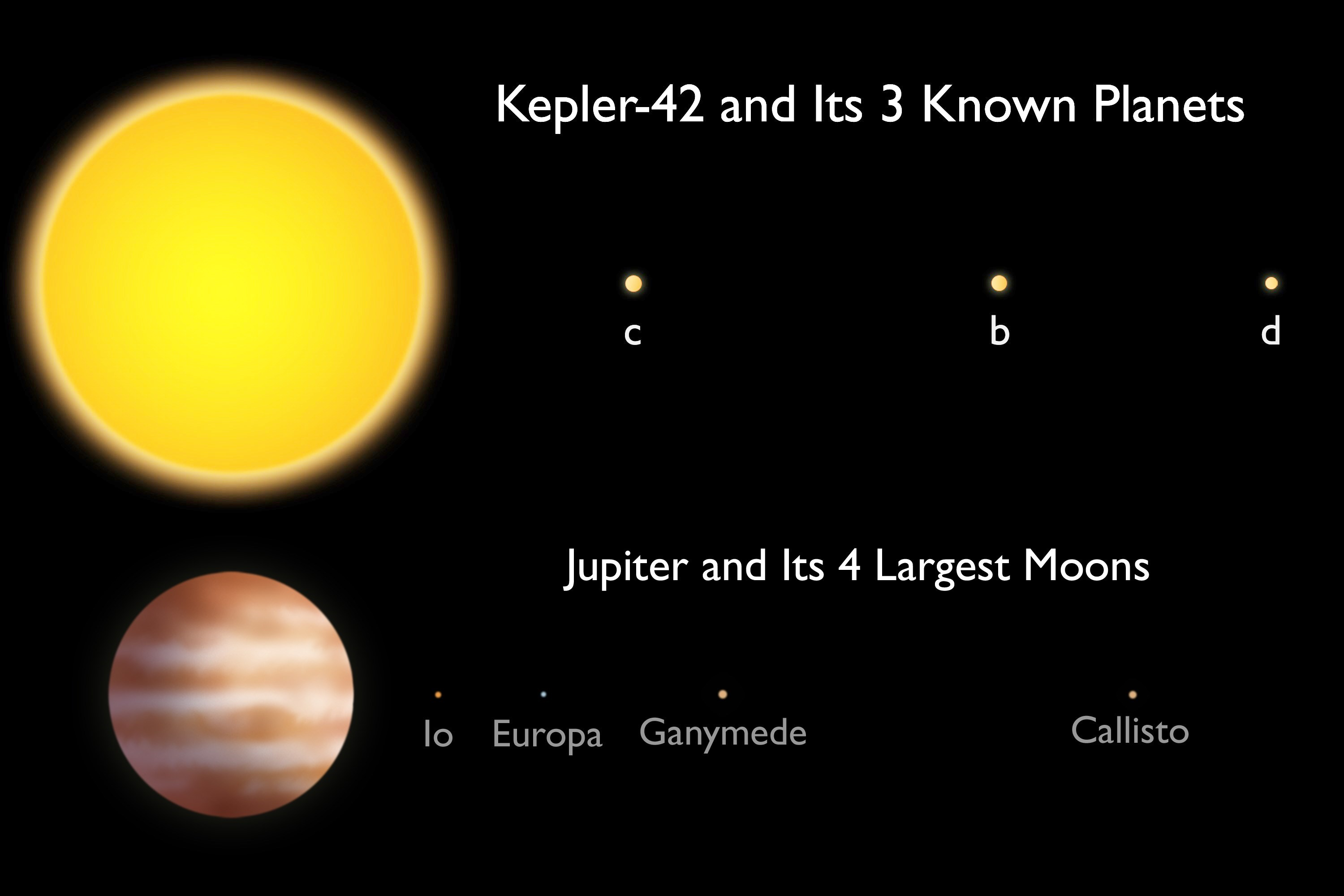
Il sistema di Kepler-42 rapportato a Giove e alle sue 4 lune principali

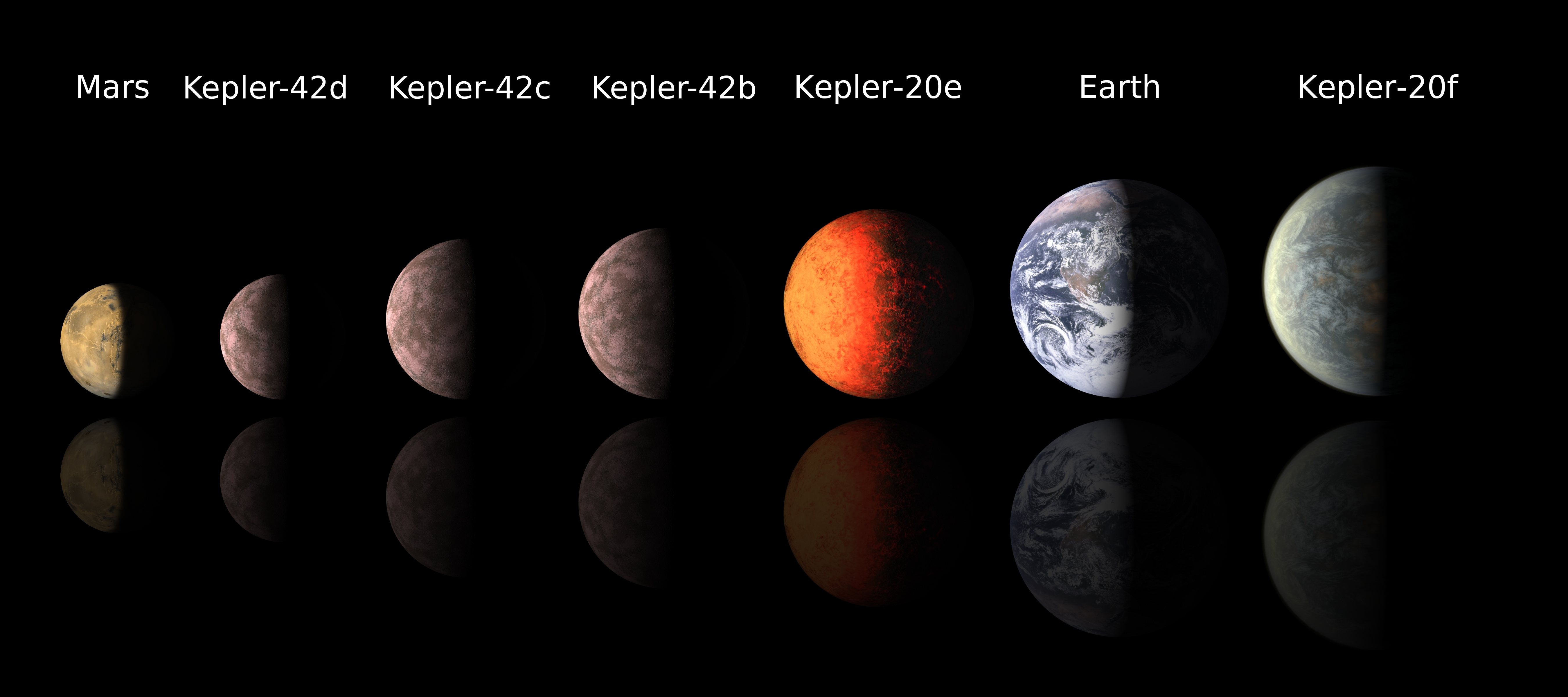
La Terra, Marte e i pianeti di questo sistema comparati con Kepler-20 e e Kepler-20 f, i primi esopianeti scoperti delle dimensioni della Terra

## Sistema planetario
La scoperta di 3 pianeti più piccoli della Terra ha dimostrato l'esistenza di pianeti rocciosi in altri sistemi planetari, e la grande capacità di Kepler di individuare pianeti anche di piccole dimensioni; i 3 pianeti hanno infatti un raggio compreso tra 0,57 e 0,73 raggi terrestri. La massa è incerta, ma dai dati archiviati nell'Enciclopedia dei Pianeti Extrasolari potrebbero essere massicci e più densi rispetto alla Terra, con il più piccolo che ha una massa massima stimata paragonabile a quella terrestre, gli altri 2 un poco superiore. La stella e i suoi 3 pianeti sono paragonabili, come dimensioni, ad un sistema planetario in miniatura, questo perché i pianeti si trovano molto vicini alla stella madre; il loro semiasse maggiore va da 0,006 a 0,0154 UA, ed il periodo orbitale è di 11 ore, per il pianeta più interno, e di 1,85 giorni per il più esterno. Rimane invece sconosciuta l'eccentricità orbitale.

### Abitabilità
Basandosi sulla luminosità e  temperatura effettiva della stella è possibile calcolare a grandi linee la temperatura sulla superficie dei pianeti, che si trovano più internamente rispetto alla zona abitabile e dunque potrebbero avere temperature troppo alte per poter avere acqua liquida in superficie. Solo ammettendo un'albedo estremamente alta, pari a 0,9, la temperatura su Kepler-42 d sarebbe simile a quella terrestre (7 °C), anche se non si conosce un eventuale effetto serra che potrebbe alterare il clima. Se si considerasse invece un'albedo simile a quella terrestre, il pianeta avrebbe una temperatura ben più elevata, di circa 443 K, poiché riceve 15 volte la radiazione che riceve la Terra dal Sole. Ancor più elevate sarebbero le temperature dei pianeti più interni.

#### Prospetto planetario
Sotto, un prospetto del sistema planetario di Kepler-42.
| Pianeta | Tipo     | Massa    | Raggio   | Periodo orb. | Sem. maggiore | Scoperta |
| ------- | -------- | -------- | -------- | ------------ | ------------- | -------- |
| c       | Roccioso | <1,91 M⊕ | 0,727 R⊕ | 0,453 giorni | 0,006 UA      | 2012     |
| b       | Roccioso | <2,86 M⊕ | 0,757 R⊕ | 1,214 giorni | 0,0116 UA     | 2011     |
| d       | Roccioso | <0,95 M⊕ | 0,662 R⊕ | 1,86 giorni  | 0,0154 UA     | 2012     |